# Fahs Español

Divisiones del Protectorado, organizadas en regiones y cabilas y con las localidades más importantes.

Fahs Español fue una cabila perteneciente al Territorio de Yebala, uno de los cinco en que se dividió el Protectorado Español de Marruecos en 1935 y perduró hasta la independencia de Marruecos el día 2 de marzo de 1956.

## Geografía
Situada al noroeste del territorio, al sur de la  ciudad de Tánger, Linda  al norte con el territorio de Tánger; al sur con la cabila de Beni Mensauar; al este con las de Anyera y de Uadrás; y al oeste con la de Garbía.

## Historia
En la división político-administrativa de 29 de diciembre de 1931, pertenecía a la Intervención Militar de la Yebala Central.
En su territorio se encontraba el campamento militar de R´Gaia.